# Sphecodes sapporensis
Sphecodes sapporensis là một loài Hymenoptera trong họ Halictidae. Loài này được Tsuneki mô tả khoa học năm 1983.